# Bismarck-Schwalbenstar
Der Bismarck-Schwalbenstar (Artamus insignis) ist ein Vogelart aus der Gattung der Schwalbenstare (Artamus) in der Familie der Schwalbenstarverwandten (Artamidae). Er ist auf dem Bismarck-Archipel endemisch.

## Merkmale
Der Bismarck-Schwalbenstar erreicht eine Größe 18 bis 19 cm und ein Gewicht von 49 bis 54 Gramm. Kopf, Kehle, Flügel und Schwanz sind rußschwarz, das übrige Gefieder ist weiß. Um die braune Iris verläuft ein hell blau-grauer Augenring. Der hell blau-graue Schnabel hat eine schwarze Spitze. Die Beine sind hell blau-grau. Die Geschlechter sehen gleich aus. Bei den immaturen Vögeln ist der Kopf bräunlich getönt. Der Hinternacken ist graubraun. Die Schwungfedern und die äußeren Schwanzfedern weisen weiße Spitzen auf. Der Ruf besteht aus einem schrillen, hohen "zwink zwink". 

## Vorkommen und Lebensraum
Der Bismarck-Schwalbenstar kommt in Neubritannien und in New Ireland auf dem Bismarck-Archipel vor. Er bewohnt tropische, feuchte Tieflandregenwälder, einschließlich Rodungen und angrenzender Gärten hauptsächlich auf Hügeln in Höhenlagen bis 900 m.

## Lebensweise
Über die Lebensweise des Bismarck-Schwalbenstar ist bisher nur wenig bekannt. Er ist ein standorttreuer Vogel, der nur selten Gewässer überquert. Die Nahrung besteht aus Insekten, die im Flug gefangen werden. Als Sitzwarten werden abgestorbene Bäume genutzt. Gewöhnlich ist er in Trupps von bis zu zehn Individuen zu beobachten. 

## Status
Die IUCN stuft den Bismarck-Schwalbenstar als „nicht gefährdet“ (least concern) ein. Auf Neubritannien ist sein Lebensraum zwischen 1990 und 2000 um rund 12 Prozent zurückgegangen.